# Boekenberg

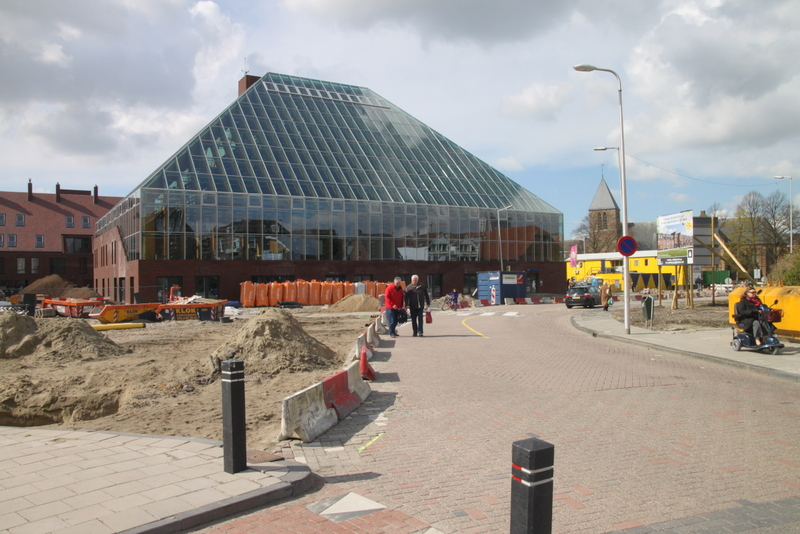
Boekenberg Spijkenisse in aanbouw

De Boekenberg is een openbare bibliotheek in de Nederlandse stad Spijkenisse. De bibliotheek is gevestigd in een piramidevormig gebouw dat op 24 oktober 2012 officieel geopend door Prinses Laurentien. De architect van het opvallende gebouw is Winy Maas. De Boekenberg werd al direct uitgeroepen tot de op een na beste Bibliotheek van Nederland 2012.

## Gebouw
De piramide is 26 meter hoog en bestaat uit houten spanten en (dubbel) glas zodat de boeken vanuit buitenaf zichtbaar zijn. Het bijzondere gebouw heeft binnen brede terrassen met boekenkasten zodat het binnen letterlijk een berg van boeken is. Het geheel lijkt op een glazen stolp. De planten in deze stolp regelen in belangrijke mate het klimaat in het gebouw en worden daarbij geholpen door de zonneschermen en ventilatie-openingen in het glas. 's Zomers zorgt dit samen voor een goed binnenklimaat; in de winter wordt het gebouw verwarmd door vloerverwarming en losse verwarmingselementen. Het gebouw is een energie-efficiënt gebouw dat in de toekomst onafhankelijk van fossiele energiebronnen zou moeten kunnen functioneren. Het regenwater wordt gebruikt voor de spoeling van de toiletten en de vloerverwarming en -koeling van de bibliotheekruimte. De bibliotheek staat in het centrum van Spijkenisse en heeft een oppervlakte van 3.500 m² (excl. parkeergarage). Boven in het gebouw is naar alle zijden uitzicht op de omgeving en de oude Dorpskerk die er direct naast staat.
De 116 houten (FSC vurenhout) spanten zijn 1000 mm hoog en variëren in dikte van 120 tot 200 mm. De spanten dragen met vier hoekkepers, een nokligger en enkele raveelliggers rondom de liftschacht het glas. Wel moesten secundaire en aanvullende stabiliteitsvoorzieningen worden getroffen. De nokliggers zijn met staalkabels afgeschoord. De liftschacht is los gehouden van de constructie zodat deze afzonderlijk van elkaar kunnen bewegen. De dakconstructie bestaat verder uit drie grote scharnierenspanten. De langste spanten zijn 35 meter lang waarvan sommige een breedte tussen de uiteinden van 5,30 meter hebben. Het gebouw kreeg in 2012 de 3e prijs van de Houtarchitectuurprijs.
Binnen bestaat de bibliotheek uit een aantal vergaderruimten, ruimten voor de schaakclub, het auditorium en de toiletten. De rest van het gebouw is openbaar en voor alle bezoekers open. Naast de boekencollectie is er een leeszaal en zithoeken waar rustig gelezen kan worden. Het aantal leden schommelt rond 13.500 die samen tussen 350.000 en 400.000 boeken per jaar lenen.